# 天之常立神
天之常立神（アメノトコタチ）は、日本神話に登場する神。別天津神のうちの一柱である。

## 概要
天地開闢の際、別天津神五柱の最後に現れた神である。独神であり、現れてすぐに身を隠した。『日本書紀』正伝には現れず、『古事記』および『日本書紀』の異伝（一書）にのみ登場する。神代紀第一段第六の一書では天常立尊と表記され、可美葦牙彦舅尊（うましあしかびひこぢ）・国之常立神（くにのとこたちのかみ）に先立って最初に登場する。
天の永久性を象徴する神とされる。
『先代旧事本紀』によれば、天之御中主神と同一神である。

## 祀る神社
- 駒形神社（岩手県奥州市水沢中上野町） - 主祭神
- 金持神社（鳥取県日野郡日野町金持） - 主祭神
- 出雲大社（島根県出雲市大社町杵築東） - 本殿御客座